# Tungkal I (Tungkal Ilir)
Tungkal I is een bestuurslaag in het regentschap Tanjung Jabung Barat van de provincie Jambi, Indonesië. Tungkal I telt 2110 inwoners (volkstelling 2010).